# Chelid
Chelid was de naam voor de goden van het Modekngei. Het Modekngei is een godsdienst, die op het eiland Palau wordt beleden. Deze hiërarchische groep goden bestond uit de hoge nationale goden, de dorpsgoden en de stamgoden. Het aantal chelid was bepaald en de chelid hadden ieder een naam. Er waren twee soorten goden:
- De bladek waren de goede goden. De mensen kwamen ermee in contact door te communiceren door middel van een kerong. Dat was hun medium
- De deleb waren daarentegen de goden die door de bevolking als geesten werden aangezien en gevreesd.

Een inwoner van Palau, Temedad, slaagde er in het begin van de 20e eeuw in van het Modekngei een monotheïstisch geloof te maken. Het christendom is op Palau nog steeds veel meer verbreid.
bladek · chelid · deleb · kerong · keskes · sis · temall    –    Ngirchomkuuk · Temedad